# Ares del Maestrat
Ares del Maestrat település Spanyolországban, Castellón tartományban. Ares del Maestrat Albocàsser, Benassal, Castellfort, Catí, Morella, Villafranca del Cid és Vilar de Canes községekkel határos. Lakosainak száma 177 fő (2024).

## Népesség
A település népessége az elmúlt években az alábbi módon változott:
| Lakosok száma | 249  | 228  | 222  | 216  | 206  | 210  | 202  | 186  | 175  | 177  |
|               | 2001 | 2004 | 2006 | 2009 | 2011 | 2014 | 2016 | 2019 | 2021 | 2024 |